# 普雷奥雷
普雷奥雷（義大利語：Preore），是意大利特伦托自治省的一个市镇。总面积4平方公里，人口389人，人口密度97.3人/平方公里（2009年）。ISTAT代码为022148。